# Danza la raza (álbum)
Danza la raza es la segunda producción del grupo peruano La Sarita y publicado el 2003.
El disco contiene 12 temas más contenido multimedia donde se puede apreciar el video del tema «Guachimán» así como grabaciones cortas hechas en diversos conciertos y ensayos. Cabe indicar que el videoclip no fue emitido en canales de música nacional como OK TV y Uranio 15.

## Lista de canciones
1. Guachimán (4:04)
2. El Burócrata (4:01)
3. Nos quieren gobernar (4:05)
4. Danza la raza (4:47)
5. La Muralla (4:14)
6. Entre Dios y el Diablo (4:18)
7. Cariñito (4:18)
8. La Mamita (4:31)
9. El Tramposo (4:40)
10. Eres VIP (3:53)
11. Pueblo Indio (3:46)
12. Árbol (3:49)

Todos los temas fueron compuestos por Julio Pérez a excepción de Cariñito (Ángel Aníbal Rosado).

## Personal

### La Sarita
- Julio Pérez (vocalista, guitarra acústica, maracas y tinya)
- Martin Choy-Yin (guitarra eléctrica, guitarra acústica y coros)
- Kelvi Pachas (teclado y coros)
- Danny Taico (batería y coros)
- Frank Edgar (bajo y coros)
- Dante Oliveros (percusión y coros)

### Músicos invitados
- Álvaro Zumarán (zampoña, flauta, manguaré y waqrapuku)
- Teresa Ralli (voz en Entre Dios y el Diablo)
- Julio Salaverry (tijeras)
- Héctor Rojas (arpa)
- Pepe Inoñán (bajo y programación)
- Nico Ames (coros en Cariñito Letra en "Tramposo" )
- Marino Marcacuzco (violín)
- Javier Choy-Yin (guitarra acústica)
- César Vásquez (saxofón tenor)
- Lucho Quintana (guitarra eléctrica)
- Pablo Choy-Yin (coros)
- Víctor Vásquez (trompeta)
- César Aldamar (trombón)